# Nowa Polityka Ekonomiczna
Nowa Polityka Ekonomiczna (ros. новая экономическая политика, nowaja ekonomiczeskaja politika w skrócie NEP) – określenie doktryny polityki gospodarczej w RFSRR a później w ZSRR w latach 1921–1928. Określana jest ona jako rodzaj gospodarki mieszanej lub kapitalistycznej.
NEP oznaczał zmianę polityki gospodarczej rządu radzieckiego z komunizmu wojennego i wprowadzenie bardziej rynkowych mechanizmów gospodarczych. W tym czasie zezwolono na podjęcie małych prywatnych przedsięwzięć (szczególnie w rolnictwie oraz usługach), przy pozostawieniu monopolu państwowego w dziedzinach dużych gałęzi przemysłu (głównie przemysł ciężki), handlu (szczególnie handel zagraniczny), bankowości i instytucjach finansowych, zezwalając także na koncesjonowaną działalność gospodarczą międzynarodowych przedsiębiorstw.
Oficjalnie został przedstawiony przez Lenina i zatwierdzony na X Zjeździe Rosyjskiej Komunistycznej Partii (bolszewików). 21 marca 1921 został podjęty dekret w sprawie zastąpienia prodrazwerstki przez prodnałog, wydanego przez Wszechrosyjski Centralny Komitet Wykonawczy, który zastąpił obowiązkowe kontyngenty w rolnictwie, podatkiem żywnościowym.
Oficjalnie wprowadzenie NEP-u było wymuszone odbudową gospodarki narodowej oraz małym uprzemysłowieniem Rosji, gdzie w rolnictwie było zatrudnionych 80% społeczeństwa, co uniemożliwiało budowę socjalizmu. Przyczynami wprowadzenia tej polityki były przede wszystkim narastające niezadowolenie społeczne z powodu tragicznej sytuacji gospodarczej, nieustające bunty chłopskie i strajki robotnicze, krwawo tłumione przez Czeka – władza wymykała się z rąk bolszewików.
NEP odegrał istotną rolę w odbudowie gospodarki narodowej ze zniszczeń I wojny światowej oraz wojny domowej w Rosji. Jednocześnie należy wspomnieć, że po 1925 można zauważyć próby obalenia założeń NEP-u przez jego przeciwników wśród samych bolszewików. Polityka NEP-u poskutkowała szybką odbudową gospodarczą kraju.
W końcu 1929 odrzucono całkowicie NEP przez kolektywizację rolnictwa. Stalin zastąpił tę doktrynę gospodarczą systemem gospodarki nakazowo-rozdzielczej, powracając do wielu założeń komunizmu wojennego.

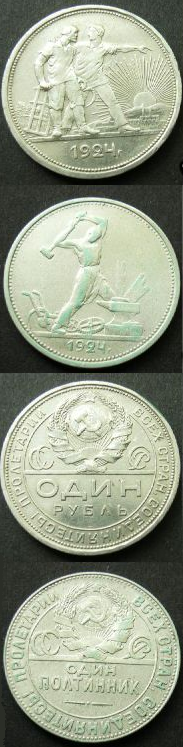
Srebrne monety rublowe, 1924

## Przyczyny wprowadzenia NEP-u

### Sytuacja Rosji w przeddzień rewolucji październikowej
Gdy rozpoczęła się I wojna światowa, Imperium Rosyjskie nie było przygotowane do wojny. Jego gospodarka potrzebowała kapitału, w dużym stopniu pochodzącego z zagranicznych źródeł. Przemysł zbrojeniowy zaczął się szybko rozwijać, a mobilizacja wojsk pogarszała sytuację zacofanej gospodarki, szczególnie w rolnictwie, gdzie najbardziej odczuwano brak rąk do pracy. W efekcie spowodowało to wzrost cen i zaostrzenie konfliktów społecznych w i tak już nie najspokojniejszej sytuacji politycznej. Przyniosło to anarchizację gospodarki i coraz częstsze powstania przeciw władzom. Doprowadziło to do wybuchu rewolucji lutowej i w efekcie powołania pierwszej rosyjskiej republiki z Rządem Tymczasowym na czele. Jednak i nowe władze nie potrafiły poradzić sobie z ciągle pogarszającą się sytuacją, głównie z powodu niewyprowadzenia Rosji z wojny. Taka sytuacja sprzyjała różnym partiom lewicowym, m.in. mienszewikom, a na wsi głównie eserowcom, a wśród robotników i żołnierzy po części również Rosyjskiej Socjal-Demokratycznej Partii Robotniczej (bolszewików), która jeszcze przed rozpoczęciem wojny głosiła hasła pacyfistyczne i roztaczała przed społeczeństwem wizję państwa nowego typu. W końcu bolszewicy postanowili zbrojnie obalić władzę, co rozpoczęło przewrót – rewolucję październikową.

### Sytuacja po przewrocie
Założenia NEP-u były zgodne z tym, co głosił Lenin i realizował w pierwszych miesiącach po rewolucji (dekret z dnia 8 listopada 1917 o ziemi (nacjonalizacja całej ziemi i bogactw naturalnych), dekret z dnia 27 grudnia 1917 roku o nacjonalizacji banków, dekret z dnia 27 kwietnia 1918 roku o nacjonalizacji handlu zagranicznego, dekret z dnia 2 maja o nacjonalizacji przemysłu cukierniczego, dekret z dnia 28 czerwca o nacjonalizacji dużego przemysłu oraz transportu kolejowego). Jednocześnie dekretem z dnia 15 grudnia 1917 roku powołano do życia Najwyższą Radę Gospodarczą, która odegra kluczową rolę od czerwca 1918 roku, kiedy to zrezygnowano z państwowego kapitalizmu na rzecz komunizmu wojennego. Autorami tejże koncepcji byli lewicowi komuniści z Nikołajem Bucharinem i Walerianem Osinskim na czele, którzy postanowili w kwietniu 1918 roku przegłosować Lenina i zmienić politykę gospodarczą.
Komunizm wojenny okazał się jednak porażką i po niespełna 30 miesiącach jego trwania radziecka gospodarka uległa zupełnemu załamaniu. W Rosji panował głód, nie udało się zapobiec dalszemu spadkowi produkcji przemysłowej i rolnej, wprowadzenie centralnego planowania nie zapobiegło pogłębianiu się chaosu gospodarczego. Stale dochodziło do buntów chłopskich i strajków robotników, ponad 200% inflacja (hiperinflacja) spowodowała odrzucenie pieniądza jako środka płatniczego i zastąpienia go wymianą towarową.
W 1921 roku gospodarka była w ruinie. Czerwony terror, emigracja, epidemie i zbrodnie wojenne zdziesiątkowały społeczeństwo, a w czasie działań wojennych szczególnie dotknięte zostały: Donbas, region Baku, gdzie wydobywano ropę naftową, Ural, Syberia, gdzie zniszczono wiele kopalń. Ze względu na brak surowców przemysł upadł, nie były modernizowane linie produkcyjne. Całkowita produkcja przemysłowa spadła pięciokrotnie, a wielkość produkcji metali była porównywalna z czasami Piotra I. Nie lepiej sytuacja wyglądała w rolnictwie, gdzie spadek produkcji wyniósł 40%, głównie z powodu braku towarów przemysłowych. Wykształceni Rosjanie, o ile nie zostali zamordowani, masowo uciekali z kraju, co spowodowało zmniejszenie potencjału intelektualnego i kadr zdolnych do kierowania scentralizowanym systemem gospodarki.
Chłopi coraz bardziej sprzeciwiali się obowiązkowym kontyngentom, nie tylko odmawiali ich przekazywania, ale stanęli do walki zbrojnej na Ukrainie, w rejonie Wołgi, Permu, domagając się nie tylko zmian w polityce rolnej, ale także zniesienia dyktatury RKP(b). Na Kubaniu i w rejonie Donu bolszewicy przystąpili do likwidacji Kozaków jako klasy społecznej. Bunty zostały spacyfikowane przez Armię Czerwoną i Czeka. Niezadowolenie przeniosło się także do armii. 1 marca 1921 roku wybuchło powstanie garnizonu w Kronsztadzie, gdzie powołano Tymczasowy Komitet Rewolucyjny, który domagał się „rad bez bolszewików”, uwolnienia z więzień eserów i mienszewików, przywrócenia wolności słowa, zgromadzeń, zrzeszeń, przywrócenia wolności gospodarczej i zniesienia kontyngentów oraz zezwolenia na posiadanie ziemi przez rolników. Ostatecznie także w Kronsztadzie sytuację opanowano do 18 marca 1921 roku, zdobywając garnizon szturmem.

### Wprowadzenie NEP-u
W związku z utratą przez bolszewików poparcia społecznego potrzebne były zmiana polityki wewnętrznej państwa radzieckiego i realizacja przynajmniej niektórych obietnic. Już od 1920 roku Lew Trocki domagał się zniesienia kontyngentów w rolnictwie. Ostatecznie w 1921 roku, chcąc uniknąć obalenia rządu i utrwalić swą władzę, na X Zjeździe Rosyjskiej Partii Komunistycznej (bolszewików) uchwalono przedstawioną przez Lenina nową doktrynę polityki gospodarczej – NEP.
Na X Zjeździe Partii (8–16 marca 1921) Lenin przed 1135 delegatami powiedział, że Rosja jest krajem głęboko rolniczym i nie posiada odpowiedniej bazy przemysłowej, a tym samym nie spełnia kryteriów, by móc zbudować socjalizm. Wyjaśniając NEP, mówił, że duże zakłady produkujące energię elektryczną, węgiel, żelazo itd. zostaną pod zarządem i kontrolą państwa.
Ostatecznie na podstawie decyzji podjętej przez X Zjazd Partii Ogólnorosyjski Centralny Komitet Wykonawczy Rad przyjął dekret z dnia 23 marca 1921 roku, który znosił kontyngenty w rolnictwie i wprowadzał podatek żywnościowy. Dekret zapoczątkował NEP, który wprowadzał elementy rynku do scentralizowanej gospodarki planowanej. Nowa Polityka Ekonomiczna była traktowana od początku przez bolszewików jako doktryna tymczasowa, mającą na celu stworzenie warunków dla socjalizmu. Choć Lenin podkreślał: „NEP – poważnie i na długo”. I choć uznano, że Rosja nie była gotowa do budowy socjalizmu, to jednak sprzeciwiono się wysuniętej przez mienszewików koncepcji oddania władzy burżuazji.

## Założenia NEP-u
Z wprowadzeniem nowej polityki ekonomicznej zezwolono na handel prywatny. Przedsiębiorstwa sektora socjalistycznego przeszły na rozrachunek gospodarczy.
NEP był częściowym powrotem do gospodarki rynkowej, jednak podstawowe dziedziny przemysłu pozostały nadal własnością państwa. Odwołano zasady komunizmu wojennego: zniesiono system państwowego rozdzielania towarów i przywrócono rynek towarowo-pieniężny, obowiązkowe dostawy produktów rolnych zastąpiono podatkiem żywnościowym, zezwolono na własność prywatną w tych gałęziach, które znajdowały się poza państwowym monopolem, w przemyśle państwowym wprowadzono zasady racjonalnej polityki gospodarczej.
Według Lenina i jego zwolenników, NEP był środkiem tymczasowym. NEP wzbudził dużą niechęć wśród lewicowej opozycji wewnątrz partii bolszewickiej która krytykowała politykę ekonomiczną za rezygnację z kontroli państwa i wprowadzenie elementów kapitalizmu.
Polityka ta zakładała współistnienie firm prywatnych i państwowych. Odchodzono od nacjonalizacji, a w części inwestycji NEP-u, ZSRR wsparty został przez zagranicznych inwestorów. Po raz pierwszy od rewolucji kraj prowadził zorganizowaną wymianę technologiczną z innymi państwami. Za priorytet NEP uważała politykę rolną. Bolszewicy widzieli w tradycyjnych strukturach wiejskich zacofanie, stary sposób życia na wsi bardzo przypominał czasy carskiej Rosji. Polityka ta starała się wykorzenić stary sposób życia chłopów i promowała wśród nich walkę o swoje interesy. Ziemia należała wyłącznie do prywatnych właścicieli, gdyż idea skolektywizowania rolnictwa spotkała się ze zbyt silną opozycją.
Efektem polityki NEP-u było przejęcie drobnych przedsiębiorstw w ręce prywatne oraz spółdzielcze (sytuacja ta zmieniła się jednak w okresie stalinizacji). W 1928 roku produkcja rolna i przemysłowa powróciła do poziomu sprzed I wojny światowej.

### NEP w rolnictwie

#### Zapoczątkowanie zmian
Zmianę polityki gospodarczej rozpoczęto od rolnictwa. Pierwszą decyzją, jaką przewidywał NEP, było zniesienie kontyngentów i zastąpienie ich podatkiem żywnościowym, początkowo płaconym w naturze, później jednak w pieniądzu w wysokości 20, a następnie 10% wartości produkcji (opodatkowanie było progresywne). Był on niższy, poza tym jego pobór rozpoczynał się przed wiosną, co miało ułatwić rolnikom oszacowanie, ile pozostanie do ich własnej dyspozycji. Także nadwyżki nie zostały opodatkowane i pozostawały do pełnej dyspozycji chłopstwa. Wolno je było sprzedawać na wolnym rynku.
Jednocześnie 30 października 1922 roku wszedł w życie Kodeks Rolny Rosyjskiej Federacyjnej Socjalistycznej Republiki Radzieckiej, który uchylił dekret o ziemi, co ułatwiło użytkowanie ziemi przez chłopów – kolektywnie, indywidualnie, społecznie. Jednocześnie należy zauważyć, iż mogli ją tylko użytkować, ponieważ Kodeks nie uchylił zasady unarodowienia ziemi, co wprowadzał dekret o ziemi. Zniósł jednak zakaz korzystania z pracy najemnej na roli.

#### Skutki i dalsza polityka władz w rolnictwie
Te działania poprawiły funkcjonowanie rolnictwa w Rosji. Zwiększyła się liczba średniaków kosztem najbogatszych i najbiedniejszych rolników, także zaopatrzenie w żywność się poprawiło. Ogólnie rzecz biorąc NEP wywarł bardzo pozytywny skutek na stan wsi, szczególnie uwzględniając fakt, że pojawiły się zachęty motywujące rolników do pracy.
Jednocześnie potrzebowano pieniędzy na odbudowę przemysłu, utrzymanie armii i wsparcie rewolucji w innych częściach świata. Środki z podatku żywnościowego (a 80% mieszkańców było zatrudnionych w rolnictwie) nie wystarczały, ponieważ chłopi nie byli zbyt majętni, progresja podatkowa również niewiele dawała. Dlatego od połowy lat 20. aktywnie pozyskiwano środki z innych źródeł, czyli kredytów i zaniżania cen produktów rolnych, przy zawyżaniu cen produktów przemysłowych (pochodzących głównie z sektora państwowego), mimo gorszej jakości, co wywołało efekt tzw. nożyc cen. Rolnicy mając to na uwadze często nie sprzedawali własnych wyrobów ponad to, co potrzebne było do zapłacenia podatków. Jesienią 1923 roku wywołało to kryzys sprzedaży wyrobów przemysłowych, ponieważ odmówili kupna za zawyżone ceny. Kolejny kryzys przyszedł jesienią 1924 – wiosną 1925 roku. Określono go jako kryzys zbioru, ponieważ zebrano około 2/3 zaplanowanej produkcji rolnej. Ostatni kryzys miał miejsce w roku 1927–1928, który okazał się gorszy od tego z lat 1924–1925 – zbiory okazały się jeszcze mniejsze.
Czynniki ideologiczne nie pozwalały na szybszy rozwój rolnictwa niż przemysłu, jednocześnie o powrocie do komunizmu wojennego już nie mogło być mowy, aby nie dochodziło do powstań chłopskich, opanowanych z taką trudnością na początku lat 20. W konsekwencji doprowadzało to do tego, że w kierownictwie partyjnym już od 1925 roku pojawiały się pomysły poradzenia sobie z nepmanami na wsi i rozkułaczenia wsi, czyli jej kolektywizacji.

### NEP w przemyśle
Rozpoczęcie wprowadzania nowej polityki gospodarczej w przemyśle rozpoczęto uchwałą XII Zjazdu RKP(b), odbytego w kwietniu 1923 roku, która stwierdzała: „Utworzenie państwa przemysłowego – to pytanie o los władzy radzieckiej, który jest losem proletariatu”. Dlatego w przemyśle zaszła dużo radykalniejsza transformacja niż w rolnictwie.
Na początku zniesiono gławki (główne zarządy przedsiębiorstw państwowych), będące filarem komunizmu wojennego, a przedsiębiorstwa łączono w trusty. Przedsiębiorstwa państwowe zyskały także pełną niezależność finansową i gospodarczą, a nawet prawo do wydawania własnych długoterminowych obligacji. Do końca 1922 roku około 90% wszystkich przedsiębiorstw zostało połączone w 421 trustów. Zmieniła się też forma własności, 40% z nich pozostało pod kontrolą i zarządem władz centralnych, a 60% skomunalizowano (usamorządowiono). Trusty same decydowały, co i ile produkować. Zmieniła się także organizacja logistyki, trusty już nie były ograniczone tylko do realizacji publicznych zamówień, ale także mogły realizować zamówienia rynkowe. Jednocześnie w trakcie realizacji uniezależnienia się od państwa publicznych przedsiębiorstw uchwalono zasadę, że za długi państwowych przedsiębiorstw Skarb Państwa nie jest odpowiedzialny.
Także władze Najwyższej Rady Gospodarki Narodowej straciły część swoich uprawnień, Rada straciła prawo do ingerencji w bieżące sprawy przedsiębiorstw i trustów, stała się centralnym organem koordynacyjnym oraz zmniejszono ilość jej członków.
Wszystkie te zmiany dążyły do powrotu działalności gospodarczej przedsiębiorstw państwowych opartej na kalkulacjach ekonomicznych. Przedsiębiorstwa (po wypłaceniu obowiązkowych składek do budżetu państwa), uzyskały prawo do określania celów gospodarczych, określania sprzedaży, dysponowania zyskiem i pokrywania strat. Przedsiębiorstwa stały się odpowiedzialne za wyniki własnej działalności.
Nie mniej niż 20% zysku (później bariera ta zostanie obniżona do 10%) zostało obowiązkowo skierowane do tworzenia kapitału rezerwowego (zobacz też: kapitały własne), dopóki nie osiągnie on połowy wartości kapitału autoryzowanego (później postanowiono, że bariera ta zostanie zmniejszona do 1/3 kapitału autoryzowanego). Kapitał rezerwowy był tworzony na finansowanie inwestycji przedsiębiorstwa oraz na pokrywanie ewentualnych strat z wyniku finansowego. Wielkość premii, którą można było przyznać kierownikowi, była uzależniona od uzyskanego zysku przedsiębiorstwa.
W dekrecie rządu radzieckiego z 1923 roku, zawarte jest określenie:

Trusty – państwowych przedsiębiorstw przemysłowych, którym państwo zapewnia autonomię we własnych działaniach..., które działają na zasadach komercyjnych w celu uzyskania zysków

Ciągle powstawały także syndykaty, czyli dobrowolne zrzeszenia trustów, oparte na współpracy z zakresu zbytu, dostaw, kredytowania i operacji handlu zagranicznego. Do końca 1923 roku 80% trustów zsyndykalizowano, a na początku 1928 roku były 23 syndykaty, które działały prawie we wszystkich branżach, skupiając w swoich rękach większość handlu hurtowego. Zarząd syndykatu był powoływany na spotkaniu przedstawicieli trustów, a każdy z członków syndykatu, na zasadach umowy, sam określał, w jakiej części jego działalność zostanie zintegrowana z działalnością syndykatu.
Trzeba podkreślić, że produkcja wyrobów gotowych, zakupu surowców, materiałów, sprzętu i handlu została oparta na zasadach rynkowych, dlatego NEP określano także mianem socjalistycznego rynku. Rozwinęła się także szeroka sieć giełd towarowych, targów, przedsiębiorstw handlowych.
Zostały przywrócone pieniężne płace, zniesiono wiele ograniczeń i zwiększono przychody przedsiębiorstw. Zostały zniesione „armie pracy”. Zmieniła się także organizacja pracy, związki budowano w oparciu o bodźce materialne, przy faktycznej likwidacji przymusu pracy (co było podstawą komunizmu wojennego). Między rokiem 1924 a 1929 bezwzględna liczba bezrobotnych wzrosła z 1,2 do 1,7 miliona ludzi, lecz stopa bezrobocia w tym okresie spadła z 20 do 12% (jest to efektem wzrostu ogólnej liczby pracowników w danym okresie z 5,8 do 12,4 miliona osób).
W okresie realizacji NEP-u można także zauważyć duży przepływ kapitału ludzkiego z całego świata. Na przykład w 1922 roku została utworzona amerykańsko-rosyjska korporacja o nazwie Rosyjsko-Amerykańska Korporacja Przemysłowa (Русско-американская индустриальная корпорация – РАИК), która zatrudniała robotników amerykańskich, posiadała sześć zakładów włókienniczo-odzieżowych w Petersburgu i cztery w Moskwie.

### Spółdzielczość
NEP wiązał się także ze wzrostem współpracy we wszystkich formach. Na wsi powstawały spółdzielnie, które w 1927 r. zrzeszały tylko 2% rolników i produkowały 7% ogólnej produkcji rolnej, a pod koniec lat 20. stanowiły ponad połowę wszystkich gospodarstw. Pod koniec 1928 roku w spółdzielniach było zrzeszonych 28 milionów chłopów (to 13 razy więcej niż w 1913 roku we wszystkich formach współpracy).
Nie tylko w rolnictwie preferowano spółdzielczość, także handel detaliczny w 60–80% był zorganizowany w formie spółdzielczej i jedynie 20–40% własności w tej dziedzinie gospodarki to własność państwowa. Jednocześnie tylko 13% produkcji przemysłowej było wytworzone przez spółdzielnie przemysłowe (1928). Ustawodawstwo kredytowe, ubezpieczeniowe ułatwiało działalność spółdzielniom.

### Kapitał zagraniczny w okresie NEP-u
W okresie NEP-u umożliwiono także działalność przedsiębiorstw międzynarodowych. Opierała się ona na dzierżawieniu zakładów w formie koncesji. W latach 1926–1927 zawarto 117 umów tego rodzaju, objęte były nimi przedsiębiorstwa zatrudniające łącznie 18 tysięcy osób, produkujących niespełna 1% całkowitej produkcji przemysłowej ZSRR. Jednak w niektórych branżach udział zagranicznego kapitału był znaczny (przedsiębiorstwa dzierżawione w formie koncesji i spółki akcyjne, gdzie część kapitału należała do cudzoziemców), między innymi: w produkcji ołowiu i srebra – 60%, rudy manganu – 85%, złota – 30%, w produkcji odzieży i przedmiotów sanitarnych – 22%.
Nie zawsze jednak przyznawano koncesje w dobrej wierze, niektórym zagranicznym inwestorom oferowano je na bardzo korzystnych warunkach. Koncesjonariusz przywoził zagraniczny sprzęt i nowe technologie do zakładu. Oczywiście wszystkich warunków umowy przestrzegano, ale po pewnym czasie władze stosowały różnego rodzaju sztuczki, które uniemożliwiały wykonanie koncesji. Jako że nie wykonywano umowy, zostawała ona rozwiązywana, a sprowadzone nowe maszyny oraz siedziba przedsiębiorstwa stawały się własnością państwa radzieckiego. Tak twierdził w swoich pamiętnikach Borys Bażanow, ówczesny sekretarz Biura Politycznego RKP(b).

### Reforma pieniężna
Powrót do regulacji rynkowych w okresie Nowej Ekonomicznej Polityki (NEP) wymagał odbudowy pieniądza i bankowości. Wartość pieniądza odbudowano drogą trzech kolejnych denominacji. W 1922 r. wprowadzono rubla „wzór 1922”, na który wymieniono dotychczasowe (carskie) kierenki i sowznaki (ale nie ruble emitowane przez Białych Rosjan w czasie wojny domowej) w relacji 1:10 tys. W 1923 r. wprowadzono rubla „wzór 1923”, na który wymieniono wcześniejsze znaki pieniężne w relacji 1:100 rubli „wzór 1922” lub 1:1 mln rubli wcześniejszych.
Jednocześnie poczynając od końca 1922 r., wprowadzono do obiegu czerwońce. Były to banknoty o nominale 10 złotych, przedrewolucyjnych rubli o parytecie złota (1 czerwoniec = 7,74 g czystego złota). Stopniowo ich udział w obiegu wzrastał. W 1924 r. wymieniono na czerwońce wszystkie dotychczasowe znaki pieniężne w relacji 1 rubel złoty „wzór 1924” = 50 tys. rubli „wzór 1923” = 5 mln rubli „wzór 1922” = 50 mld rubli sprzed roku 1922, przy czym uchwalono także zakaz pokrywania deficytu budżetowego przez emisję pieniądza. Odtąd banknot o nominale 1 czerwońca stanowił równowartość 10 rubli.
W odróżnieniu od zwykłych, rubel złoty był jednak na żądanie zagranicy wymieniany na złoto i na inne waluty (1 dolar USA = 1,92 rubla). Rozwiązanie takie podyktowane było rozwojem handlu zagranicznego w tym okresie i koniecznością posiadania waluty skoordynowanej z ówczesnym międzynarodowym systemem walutowym. Wymienialność pozostawała jednak wyłącznie zewnętrzna, ponieważ obywatelom radzieckim nie wolno było posiadać obcych walut.

### System bankowy
Centralnym bankiem był Bank Państwowy (Gosbank), utworzony w 1921 r. rozpoczął udzielania kredytów na zasadach komercyjnych, dla przemysłu i handlu. W latach 1922–1925 powstało kilka wyspecjalizowanych banków, których większościowym właścicielem był Gosbank, a pozostałe akcje należały do syndykatów, spółdzielni, prywatnych przedsiębiorstw krajowych i zagranicznych.
Bankom przypisywano konkretne sektory gospodarki i regiony kraju, między innymi istniały banki zajmujące się handlem i przemysłem prywatnym, spółdzielniami, a także powstały kasy oszczędnościowe dla obywateli. Dzięki temu wyspecjalizowaniu odsetek kredytowych w ogólnej inwestycji w całym systemie wynosił 2/3 1 października 1923 roku, a tego samego czasu w 1926 już 48%.
Powstało wiele banków, już w 1923 roku istniało ich 17, a w październiku 1926 roku było już 61 niezależnych banków. Między innymi jesienią 1922 r. powstały: Bank Przemysłowy, Bank Handlu Zagranicznego i Bank Spółdzielni i w 1925 r. Bank Budownictwa Mieszkaniowego.

### Polityka cenowa
Pomimo nożyc cen, w późniejszym okresie państwo dążyło do wywarcia presji na producentów w celu znalezienia innych rozwiązań niż podnoszenie cen, aby zwiększyć zyski, ale osiągnąć to np. dzięki poprawie efektywności produkcji.
W tym celu już pod koniec 1923 roku toczono kampanię, która po wprowadzeniu czerwońców w 1924 roku rozpoczęła kompleksowe regulacje cen, a kompetencje Komisji Handlu Wewnętrznego przekazano Narkomowi Handlu Krajowego (odpowiednik Ministerstwa Handlu Krajowego). Dzięki temu w okresie od października 1923 do maja 1924 roku ceny hurtowe spadły o 26% i w dalszym okresie nadal się obniżały.
Ale regulacja cen, prowadzona wyłącznie odgórnie przez biurokrację, bez udziału producentów i braku demokracji w podejmowaniu decyzji, stawała się powodem coraz większych napięć na socjalistycznym rynku.

### Likwidacja NEP-u
Po śmierci Lenina, doszło do sporu między Stalinem a Trockim. Trocki popierany przez wewnątrzpartyjną lewicę, deklarował, że socjalizm w Rosji musi być zachowany a państwo powinno przejąć całość gospodarki, Stalin wsparty przez konserwatywnych członków partii uważał, że ZSRR powinno zachować gospodarkę kapitalistyczną. Ostatecznie walkę o władzę w partii wygrał Stalin który po pokonaniu trockistów zmienił swoje poglądy gospodarcze i wdrożył pierwszy plan pięcioletni.
W październiku 1928 uchwalono pierwszy pięcioletni plan rozwoju gospodarki narodowej na lata 1929–1934. Ta pięciolatka została przyjęta, jednak odrzucała całkowicie założenia Państwowego Komitetu Planowania Gospodarczego (Gosplan), zawyżając możliwe do uzyskania wyniki. W czerwcu 1929 roku rozpoczęto kolektywizację wsi (której nawet nie było w założeniach pięciolatki uchwalonych przez Ogólnorosyjski Centralny Komitet Wykonawczy Rady).
W wyniku masowego terroru wspomaganego głodem udało się zgromadzić chłopów w kołchozach i sowchozach. Stalin kolektywizację nazwał wielkim przełomem, a w listopadzie tego samego roku Komitet Centralny Partii na posiedzeniu plenarnym zatwierdził nowe, ulepszone oraz przyśpieszone plany kolektywizacji i industrializacji, co w efekcie oznaczało zakończenie Nowej Ekonomicznej Polityki.

## Wyniki NEP-u
W okresie NEP-u ekonomiczne mechanizmy zostały oparte na zasadach rynkowych. Posunięcia te przyniosły bardzo szybko ożywienie gospodarcze, odrodzenie handlu i rynku, wzrost produkcji rolnej i przemysłowej oraz stabilizację finansową państwa. W ciągu 5 lat (1921-1926) wskaźnik produkcji przemysłowej wzrósł trzykrotnie (a w latach 1927 i 1928 wzrósł odpowiednio o 13 i 19%), rolnej dwukrotnie (a ogólna produkcja rolnicza była większa o 13% w porównaniu z rokiem 1913), ogólnie rzecz biorąc w okresie 1921-1929 średnioroczny wzrost dochodu narodowego wyniósł 18%. Wszystko to sprzyjało likwidacji zniszczeń wojennych, poprawie gospodarki i poprawie postrzegania ZSRR za granicą – państwa Europy Zachodniej zniosły blokadę gospodarczą ZSRR.
Warto podkreślić, że NEP wykorzystywał nieznane jeszcze (czy niestosowane na tak szeroką skalę) formy. W przemyśle oparto się na trustach i ich syndykalizacji, w rolnictwie zastosowano na szeroką skalę spółdzielczość, bankowość i handel zagraniczny oparto na publicznej własności. Dzięki zmianie zasadniczych celów, zasad i metod polityki gospodarczej NEP udowodnił, że ekonomiczne funkcje państwa mogą prowadzić do zwiększenia wydajności i wzrostu gospodarczego.
Ostatecznie jednak dorabiających się prywatnych właścicieli oskarżano o kontrrewolucję i związki z kapitałem zachodnim. Doszło do masowych aresztowań. Po 1929 roku nastąpiły stopniowa likwidacja NEP i przejście do gospodarki planowej w ramach realizacji założeń pierwszej pięciolatki. Choć niektórzy ekonomiści szacują, że pod koniec lat 20. dochód narodowy na głowę mieszkańca był niższy o 19% niż w Stanach Zjednoczonych.
Warto zauważyć, że NEP był wzorowany na pierwotnej, leninowskiej polityce ekonomicznej, tj. „kapitalizmie państwowym” zakładającym nacjonalizację banków, przymusową syndykalizację oraz monopol państwowy w dziedzinie ekonomicznych stosunków zagranicznych oraz w poszczególnych gałęziach przemysłu ciężkiego. Lenin nie wspominał o nacjonalizacji rolnictwa, wycofaniu pieniądza i zniesieniu własności prywatnej w takim stopniu, jak zostało to przeprowadzone w latach komunizmu wojennego 1918-1921. Lenin w sprawach ekonomicznych był raczej konserwatystą, a koncepcja jego opierała się w dużej mierze na systemie racjonowania zastosowanym np. w Niemczech w czasie I wojny światowej (patrz: W. Lenin „O podatku żywnościowym – znaczenie Nowej Polityki Ekonomicznej”).
Jednak na głosowaniu w kwietniu 1918 r. Lenin został przegłosowany przez lewicę bolszewicką, z Bucharinem i Osinskim na czele, i na skutek utraty popularności po ratyfikacji Traktatu Brzeskiego, oraz w nadziei na zapobiegnięcie rozłamu w partii Lenin musiał ustąpić. Skutkiem 30 miesięcy funkcjonowania komunizmu wojennego była całkowita ruina gospodarki sowieckiej, co udowodniło wyższość taktyki Lenina.

## Wpływ
Nowa Polityka Ekonomiczna wywarła duży wpływ na poglądy gospodarcze chińskiego przywódcy Deng Xiaopinga. W 1985 r. otwarcie przyznał on, że być może najbardziej poprawnym modelem socjalizmu był wprowadzany w ZSRR NEP.